# Горюнов Дмитро Петрович
Дмитро Петрович Горюнов (нар. 30 вересня 1915, Ковров, тепер Владимирської області, Російська Федерація — 2 червня 1992, місто Москва) — радянський державний діяч, журналіст, дипломат, надзвичайний і повноважний посол СРСР у Кенії та Марокко, генеральний директор ТАРС, головний редактор газети «Комсомольская правда». Член Бюро ЦК ВЛКСМ у 1954—1957 роках. Член Центральної Ревізійної комісії КПРС у 1961—1966 роках. Кандидат у члени ЦК КПРС у 1966—1971 роках. Депутат Верховної Ради СРСР 6—7-го скликань.

## Життєпис
Народився в родині службовця.
З 1933 року працював токарем, плановиком, обирався секретарем комітету ВЛКСМ екскаваторного заводу. У 1934—1937 і 1938—1939 роках — відповідальний секретар заводської газети-багатотиражки.
Член ВКП(б) з 1940 року.
У 1940 році — секретар Ковровського міського комітету ВЛКСМ.
У 1940—1941 роках — відповідальний редактор Івановської обласної комсомольської газети «Ленинец».
У 1941—1942 роках — секретар Івановського обласного комітету ВЛКСМ.
У 1942—1946 роках — заступник завідувача відділу пропаганди і агітації ЦК ВЛКСМ.
У 1946—1949 роках — слухач Вищої партійної школи при ЦК ВКП(б).
У 1949—1950 роках — заступник головного редактора газети «Комсомольская правда».
6 грудня 1950 — 2 квітня 1957 року — головний редактор газети «Комсомольская правда».
У 1957—1960 роках — заступник головного редактора газети «Правда».
У серпні 1960 — 12 квітня 1967 року — генеральний директор Телеграфного агентства Радянського Союзу (ТАРС) при РМ СРСР.
23 травня 1967 — 13 листопада 1973 року — надзвичайний і повноважний посол СРСР у Кенії.
26 грудня 1973 — 3 жовтня 1978 року — надзвичайний і повноважний посол СРСР у Марокко.
З жовтня 1978 року — у відставці, персональний пенсіонер союзного значення в Москві.
Помер 2 червня 1992 року. Похований в Москві на Новокунцевському цвинтарі.

## Нагороди
- орден Леніна (4.05.1962)
- орден Вітчизняної війни ІІ ст. (21.02.1987)
- орден Трудового Червоного Прапора (30.09.1965)
- орден «Знак Пошани»
- медалі
- надзвичайний і повноважний посол